# 정지 시간
확률 과정 이론에서, 정지 시간(停止時間, 영어: stopping time 스토핑 타임[*]) 또는 마르코프 순간(Марков瞬間, 영어: Markov moment)은 어떤 여과 확률 공간과 호환되는 성질을 갖는, 지표 집합의 원소(‘시각’)의 값을 갖는 확률 변수이다. 대략, 정지 시간이 ‘지났는지’ 여부는 (여과 확률 공간에 의하여 주어진) 이 시간 이전에 알려진 정보만으로 확인할 수 있어야 한다.

## 정의
다음이 주어졌다고 하자.
- 상계 {\displaystyle \infty \in T}를 갖는 전순서 집합 {\displaystyle (T,\leq )}
- 여과 확률 공간 {\displaystyle (\Omega ,{\mathcal {F}}_{t},\Pr )_{t\in T}}

이 데이터의 정지 시간은 다음 조건을 만족시키는 함수
{\displaystyle \tau \colon \Omega \to T}
이다.
{\displaystyle \forall t\in T\colon \{\omega \in \Omega \colon \tau (\omega )\leq t\}\in {\mathcal {F}}_{t}}
다시 말해, {\displaystyle \tau \leq t}인 사건이 발생하였는지 여부는 시각 {\displaystyle t\in T}에서 알려진 정보 {\displaystyle {\mathcal {F}}_{t}}만으로 확인할 수 있어야 한다.
정의에 따라, {\displaystyle T}에 순서 위상의 보렐 가측 공간 구조를 부여하면, 이는 확률 변수
{\displaystyle \tau \colon (\Omega ,{\mathcal {F}}_{\infty },\Pr )\to T}
를 정의한다.
확률 과정의 정지 시간이란 그 자연 여과 확률 공간에 대한 정지 시간을 뜻한다.

### 정지 과정
다음이 주어졌다고 하자.
- 상계 {\displaystyle \infty \in T}를 갖는 전순서 집합 {\displaystyle (T,\leq )}
- 여과 확률 공간 {\displaystyle (\Omega ,{\mathcal {F}}_{t},\Pr )_{t\in T}}
- {\displaystyle ({\mathcal {F}}_{t})_{t\in T}}-정지 시간 {\displaystyle \tau \colon \Omega \to T}
- 가측 공간 {\displaystyle S}
- {\displaystyle ({\mathcal {F}}_{t})_{t\in T}}-순응 확률 과정 {\displaystyle (X_{t}\colon \Omega \to S)_{t\in T}}

그렇다면, {\displaystyle X}의 {\displaystyle \tau }에 대한 정지 과정(停止過程, 영어: stopped process)은 다음과 같은 순응 확률 과정이다.
{\displaystyle X_{t}^{\tau }\colon \Omega \to S}
{\displaystyle X_{t}^{\tau }\colon \omega \mapsto X_{\min\{t,\tau (\omega )\}}(\omega )={\begin{cases}X_{t}&t\leq \tau (\omega )\\X_{\tau (\omega )}&t\geq \tau (\omega )\\\end{cases}}}
이는 흔히
{\displaystyle X_{t}^{\tau }=X_{\min\{t,\tau \}}}
와 같이 표기된다.

## 예
{\displaystyle 0\in \mathbb {R} }에서 시작하는 표준 위너 확률 과정 {\displaystyle (W_{t}\colon \Omega \to \mathbb {R} )_{t\in [0,\infty ]}}을 생각하자. {\displaystyle S\subseteq \mathbb {R} }가 임의의 실수 보렐 집합이라고 하자. 그렇다면, 확률 변수
{\displaystyle \tau _{S}\colon [0,\infty ]}
{\displaystyle \tau _{S}(t)=\inf\{t\in T\colon W_{t}(\omega )\in S\}}
를 정의할 수 있다. 이는 {\displaystyle W}의 자연 여과 확률 공간에 대한 정지 시간을 이룬다.